# Transat anglaise 1980
Navigation
Édition précédente Édition suivante
La Transat anglaise 1980 (Observer Single-handed Trans-Atlantic Race 1980) est la sixième édition de la Transat anglaise.
90 concurrents au départ et 74 à l'arrivée.
À la suite de la démesure de l'édition précédente, la longueur hors-tout est limitée cette fois à 56 pieds, ce qui provoque la désaffection de nombreux français, surtout après la première édition de la Route du Rhum 2 ans auparavant.
Des trimarans occupent les 5 premières places.

## Classement
Classement des trente-huit premiers concurrents, :
| Pos. | Classe | Skipper              | Bateau                | Type      | LOA        | Temps                                           |
| ---- | ------ | -------------------- | --------------------- | --------- | ---------- | ----------------------------------------------- |
| 1    | P      | Philip Weld          | Moxie                 | trimaran  | 51 pieds   | 17 j 23 h 12 min                                |
| 2    | P      | Nick Keig            | Three Legs Of Man III | trimaran  | 53 pieds   | 18 j 06 h 04 min                                |
| 3    | GM     | Philip Steggall      | Jeans Foster          | trimaran  | 38 pieds   | 18 j 06 h 45 min                                |
| 4    | P      | Mike Birch           | Olympus Photo         | trimaran  | 46 pieds   | 18 j 07 h 15 min                                |
| 5    | GM     | Walter Greene        | Chaussettes Olympia   | trimaran  | 35 pieds   | 18 j 17 h 29 min                                |
| 6    | P      | Kazimierz Jaworski   | Spaniel II            | monocoque | 56 pieds   | 19 j 13 h 25 min                                |
| 7    | P      | Edoardo Austini      | Chica Boba            | monocoque | 56 pieds   | 20 j 02 h 30 min                                |
| 8    | GM     | Daniel Gilard        | Brittany Ferries I    | monocoque | 54 pieds   | 21 j 00 h 09 min (dont 40 min de pénalité)      |
| 9    | GM     | Richard Konkolski    | Nike II               | monocoque | 44 pieds   | 21 j 06 h 21 min                                |
| 10   | P      | Tom Grossman         | Kriter VII            | trimaran  | 56 pieds   | 21 j 08 h 01 min                                |
| 11   | GM     | Wolfgang Wanders     | Stadt Krefeld         | monocoque | 44 pieds   | 21 j 14 h 22 min                                |
| 12   | GM     | Gustaf Versluys      | Typhoon VI            | monocoque | 44 pieds   | 21 j 15 h 01 min                                |
| 13   | GM     | Alain Labbé          | Hydrofolie            | trimaran  | 42 pieds   | 21 j 15 h 51 min                                |
| 14   | P      | Olivier de Kersauson | Kriter VI             | monocoque | 54 pieds   | 21 j 20 h 30 min (dont 17 h 50 min de pénalité) |
| 15   | P      | Pierre Sicouri       | Gui Fila              | monocoque | 44 pieds   | 22 j 02 h 34 min                                |
| 16   | GM     | Robert James         | Boatlife              | trimaran  | 31 pieds   | 22 j 22 h 55 min                                |
| 17   | GM     | Denis Gliksman       | France Loisirs        | monocoque | 44 pieds   | 23 j 10 h                                       |
| 18   | P      | Bertie Reed          | Voortrekker           | monocoque | 49 pieds   | 23 j 12 h 42 min                                |
| 19   | P      | Eugène Riguidel      | VSD                   | trimaran  | 52 pieds   | 24 j 01 h 27 min                                |
| 20   | GM     | Philippe Fournier    | Haute Hendaz          | monocoque | 36,5 pieds | 24 j 03 h 05 min                                |
| 21   | P      | Jean-Pierre Millet   | Open Space            | monocoque | 52 pieds   | 25 j 01 h 05 min                                |
| 22   | P      | Victor Sagi          | Garuda                | monocoque | 38 pieds   | 25 j 08 h 23 min                                |
| 23   | GM     | Francis Stokes       | Mooneshine            | monocoque | 40 pieds   | 25 j 14 h 07 min                                |
| 24   | P      | Naomi James          | Kriter Lady           | monocoque | 53 pieds   | 25 j 19 h 12 min                                |
| 25   | GM     | Bill Homewood        | The Third Turtle      | trimaran  | 32 pieds   | 25 j 20 h 13 min                                |
| 26   | GM     | Robert Bocinsky      | Ambergris             | monocoque | 37 pieds   | 26 j 00 h 39 min                                |
| 27   | GM     | Jean-Jacques Jaouen  | Les Menuires          | monocoque | 44 pieds   | 26 j 15 h 21 min                                |
| 28   | GM     | Jerzy Rakowicz       | Spaniel               | monocoque | 38 pieds   | 26 j 19 h 29 min                                |
| 29   | J      | John Chaundy         | Free Newspapers       | monocoque | 32 pieds   | 28 j 00 h 56 min                                |
| 30   | GM     | William Doelger      | Edith                 | trimaran  | 31 pieds   | 28 j 04 h 10 min                                |
| 31   | GM     | Uno Hylen            | Yoldia                | monocoque | 37 pieds   | 28 j 05 h 48 min                                |
| 32   | GM     | Desmond Hampton      | Wild Rival            | monocoque | 34 pieds   | 28 j 13 h 44 min                                |
| 33   | GM     | John Charnley        | Atlantic Harp         | monocoque | 43 pieds   | 29 j 06 h 21 min                                |
| 34   | J      | Ian Radford          | Jabulisiwe            | monocoque | 28 pieds   | 30 j 14 h 38 min                                |
| 35   | GM     | John Oswald          | Moonshadow Basildon   | monocoque | 37,5 pieds | 30 j 15 h 30 min                                |
| 36   | GM     | Oscar Debra          | Crumpy Nut            | monocoque | 43 pieds   | 30 j 16 h 32 min                                |
| 37   | GM     | Richard Clifford     | Warrior Shamaal       | monocoque | 35 pieds   | 30 j 16 h 45 min                                |
| 38   | J      | Henk Jukkema         | Victoria              | monocoque | 31 pieds   | 30 j 18 h 02 min                                |